# سیارک ۹۴۱۸
سیارک ۹۴۱۸ (به انگلیسی: 9418 Mayumi، نامگذاری:1995WX5) نه هزار و چهارصد و هجدهمین سیارک کشف شده‌است که در ۱۸ نوامبر ۱۹۹۵ کشف شد.
قدر مطلق سیارک برابر ۸.۱ است.